# Григорий (епископ Коломенский)
Григорий Коломенский (ум. 13 февраля 1405) — епископ Русской церкви, епископ Коломенский.
Почитается в Русской православной церкви в лике преподобного.

## Биография
В 1370-х — нач. 1380-х был иеромонахом Троице-Сергиева монастыря.
По просьбе благоверного великого князя Димитрия Донского преподобный Сергий Радонежский основал в выбранной им самим местности Голутвино Богоявленский мужской монастырь, сначала особножительный. Ктитором обители стал великий князь Димитрий Иоаннович.
По его просьбе преподобный Сергий дал обители настоятеля из числа своих учеников, выбор святого пал на Григория, «мужа добродетелна… плодоносию строителя верна».
По косвенным данным можно полагать, что через несколько лет после основания Богоявленского Голутвина монастыря архимандрит Григорий стал выборным коломенским архимандритом, в ведении которого находились 4 коломенских монастыря.
Именно архимандрита Григория, активного и успешного церковного деятеля, ученика преподобного Сергия, следует отождествить с тем архимандритом Григорием, который был поставлен в 1392 году во епископа Коломенского. Хиротонию возглавил митрополит Киприан.
В 1396 году участвовал в хиротонии Ростовского епископа Григория.
В 1401 году участвовал в Соборе в Москве.
Скончался 13 февраля 1405 года. Похоронен в южной части алтаря Богоявленского собора Старо-Голутвина монастыря.
Канонизация Григория подтверждена включением его имени в Собор Радонежских святых, установленный в 1981 году по благословению Патриарха Московского Пимена.